# Mikeno
De Mikeno is een vulkanische berg in het Virungagebergte, gelegen in de Democratische Republiek Congo. De berg heeft een hoogte van 4.437 meter en is de op een na hoogste berg in de Virunga, en de op twaalf na hoogste berg van het Afrikaanse continent.

## Beschrijving
De berg is bedekt met een dichtbegroeid regenwoud en staat bekend om zijn biodiversiteit. Ook is de Mikeno de leefomgeving van een populatie zeldzame berggorilla's.
De Mikeno ligt ongeveer 35 kilometer ten noordoosten van de Congolese stad Goma. De berg is ontstaan door de afsplitsing van de Arabische Plaat en Afrikaanse Plaat.